# كيرت فون تيبيلسكيرخ
 كيرت أوسكار هينريخ لودفيج فيلهلم فون تيبيلسكيرخ  (بالألمانية: Kurt Oskar Heinrich Ludwig Wilhelm von Tippelskirch) (9 أكتوبر 1891 - 10 مايو 1957) قائد عسكري ألماني شارك في الحربين العالميتين الأولى والثانية.
التحق كيرت فون تيبيلسكيرخ بالجيش الألماني في 3 مارس 1910، شارك في الحرب العالمية الأولى وتعرض فيها للأسر على أيدي الفرنسيين في معركة المارن الأولى عام 1914، وأفرج عنه في عام 1920. حينئذ، عاد للالتحاق بالجيش، وشغل عدة مناصب إلى أن تم نقله للعمل في المخابرات العسكرية الألمانية بين عامي 1938 و 1941. وفي 5 يناير 1942، تم تعيينه قائدًا للفرقة 30 مشاة إحدى وحدات الجيش السادس عشر الألماني. ثم تم نقله في 27 أغسطس 1942 للجيش الثامن الإيطالي، وفي 18 فبراير 1944، تولى قيادة فيالق الجيش الثاني عشر الألماني، حتى يونيو 1944، عندما تم نقله كقائد مؤقت للجيش الرابع الألماني.
في 18 يوليو 1944، تعرض لإصابة في حادث تحطم طائرته، بعد ذلك تم نقله في 31 أكتوبر 1944، كقائد للجيش الأول الألماني ثم كقائد للجيش الرابع عشر الألماني. وفي 26 ديسمبر 1944، شارك فون تيبيلسكيرخ في «عملية رعد الشتاء» التي أوقفت تقدم الحلفاء حتى 1945.
وفي 27 أبريل 1945، تولى قيادة الجيش الحادي والعشرين الألماني، ثم تولى قيادة مجموعة جيوش فيستولا في 29 أبريل مؤقتًا حتى يصل كورت شتودنت الذي تعرض للأسر على أيدي البريطانيين، فظل فون تيبيلسكيرخ قائدًا للمجموعة حتى أعلن استسلام جيوشه للأمريكيين في 2 مايو 1945.
بعد الحرب، ألف كيرت فون تيبيلسكيرخ عدة كتب في التاريخ العسكري مثل كتابه  تاريخ الحرب العالمية الثانية  عام 1951، إلى أن توفي في 10 مايو 1957 في لونيبورغ.

## وصلات خارجية
- كيرت فون تيبيلسكيرخ على موقع مونزينجر (الألمانية)